# Rhytiphora detrita
Rhytiphora detrita là một loài bọ cánh cứng trong họ Cerambycidae.